# Chiasmopes
Chiasmopes is een geslacht van spinnen uit de  familie van de kraamwebspinnen (Pisauridae).

## Soorten
- Chiasmopes hystrix (Berland, 1922)
- Chiasmopes lineatus (Pocock, 1898)
- Chiasmopes namaquensis (Roewer, 1955)
- Chiasmopes signatus (Pocock, 1902)